# Mammillaria heyderi
Mammillaria heyderi (укр. Мамілярія гейдері, Мамілярія Гейдера) —сукулентна рослина з роду мамілярія (Mammillaria) родини кактусових (Cactaceae).

## Етимологія

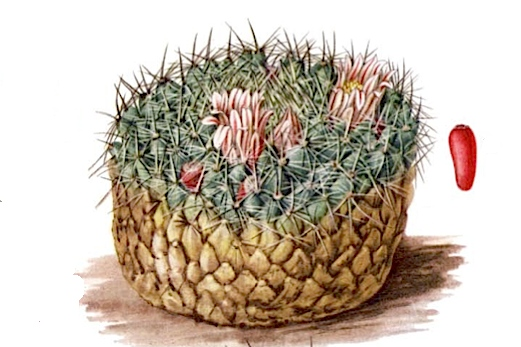
Ілюстрація Mammillaria heyderi з книги «The Cactaceae» (1919—1923) Бріттона і Роуза

Видова назва носить ім'я кактусиста з Берліна Едуарда Гейдера (нім. Eduard Heyder) (1808—1884). Вид має також багато місцевіх назв, серед яких — «Кактус-крем» і «Кактус-тістечко» через те, що він має ароматні та їстівні плоди, через що має популярність серед місцевого населення і птахів.

## Ареал
Ареал зростання Mammillaria heyderi охоплює Мексику — штати Чіуауа, Коауїла, Дуранго, Нуево-Леон, Сан-Луїс-Потосі, Сонора, Тамауліпас, Веракрус, Юкатан, Сакатекас і південні штати США Техас, Нью-Мексико і Аризону.

## Морфологічний опис
Рослини поодинокі.
| Орган              | Опис                                                                 |
| Стебло             | сплющено-кулясте до кулястого, до 5 см заввишки, в діаметрі 8-12 см. |
| Епідерміс          | зелений.                                                             |
| Маміли             | подовжено-пірамідальні або конічні, з молочним соком.                |
| Аксили             | на початку з пухом.                                                  |
| Центральні колючки | 1-2, іноді відсутні, вертикальні, темні, грубі, довжиною 3-10 мм.    |
| Радіальні колючки  | 6-22, щетинистий, білі, завдовжки 6-8 мм.                            |
| Квіти              | мінливі в кольорі, від кремових до рожевих до білих.                 |
| Плоди              | червоні.                                                             |
| Насіння            | червонувато-коричневе.                                               |

## Екологія
Зростає на висотах від 10 до 2000 м над рівнем моря в щебнистих ґрунтах вапняку в пустелі, на пасовищах в долинах і на рівнинах, на гірських схилах.

## Охоронні заходи
Mammillaria heyderi входить до Червоного списку Міжнародного союзу охорони природи видів, з найменшим ризиком (LC).
Це широко поширений вид і наразі немає серйозних загроз для його існування, однак зміна в землекористуванны впливає на деякі субпопуляції.
Протягом всього свого географічного ареалу вид зустрічається в межах кількох природоохоронних територій, наприклад, в Національних лісах Сполучених Штатів Америки — Лінкольн, Гіла і Коронадо та в біосферному заповіднику Мапімі в Мексиці.

## Утримання в культурі
В культурі не викликає складнощів, але вимагає сонячного розташування для компактного зростання і забезпечення гарних колючок і цвітіння.

## Підвиди

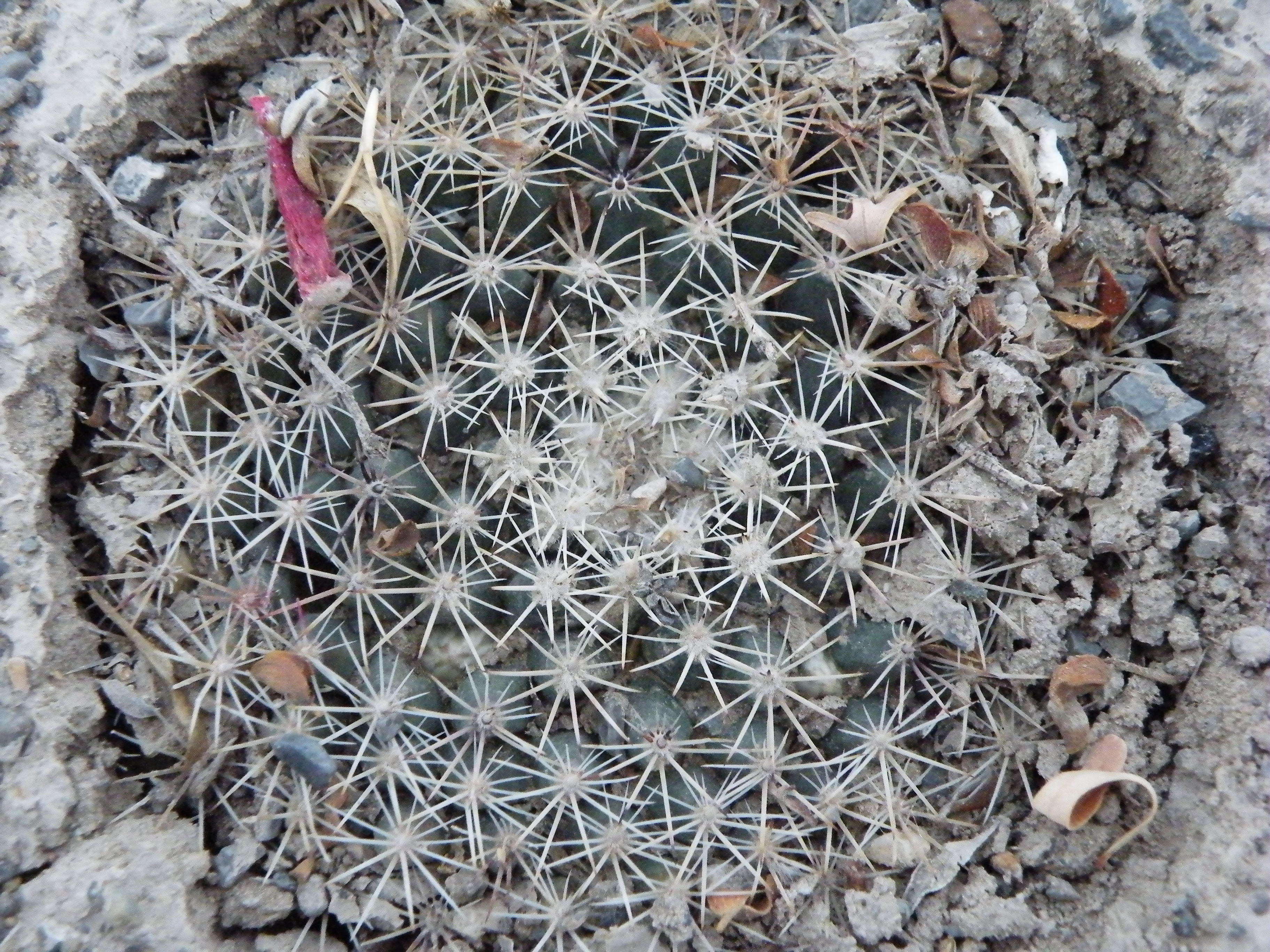
Mammillaria heyderi в природному середовищі, штат Коауїла

### Mammillaria heyderisubsp. heyderi
| Орган              | Опис                                                                                 |
| Центральні колючки | 1, 6-7,5 см завдовжки.                                                               |
| Радіальні колючки  | 15-22.                                                                               |
| Квіти              | кремових відтінків, з зеленими або коричневими центральними прожилками на пелюстках. |
| Ареал зростання    | пустеля Чіуауа, головним чином Сполучені Штати.                                      |

### Mammillaria heyderi subsp. gaumeri

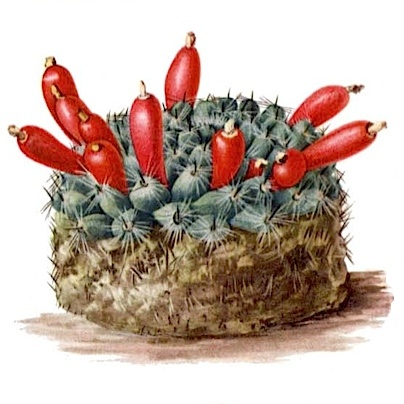
Ілюстрація Mammillaria heyderi subsp. gaumeri з книги «The Cactaceae» (1919—1923) Бріттона і Роуза

| Орган              | Опис                   |
| Центральні колючки | 1, до 10 мм завдовжки. |
| Радіальні колючки  | 10-12.                 |
| Квіти              | кремово-білі.          |
| Ареал зростання    | півострів Юкатан.      |

### Mammillaria heyderi svbsp. gummifera

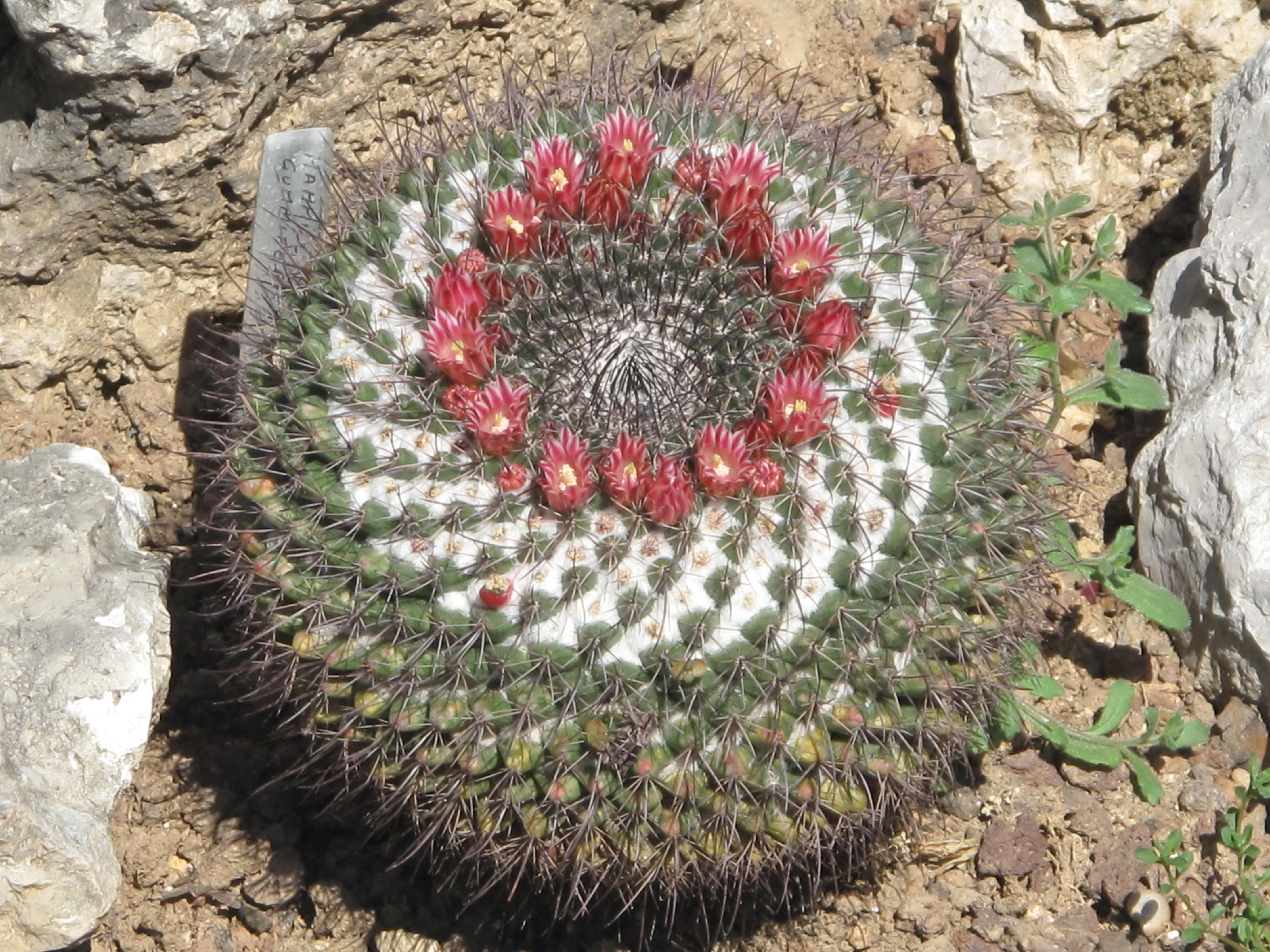
Mammillaria heyderi svbsp. gummifera в Екзотичному саду Монако

| Орган              | Опис                                                              |
| Центральні колючки | 1-2, довжиною до 4 мм.                                            |
| Радіальні колючки  | 10-12.                                                            |
| Квіти              | червонувато-білі, з темними центральними прожилками на пелюстках. |
| Ареал зростання    | Чіуауа, Коауїла, Дуранго, Сонора, Халіско, Сакатекас              |

### Mammillaria heyderi subsp. hemisphaerica

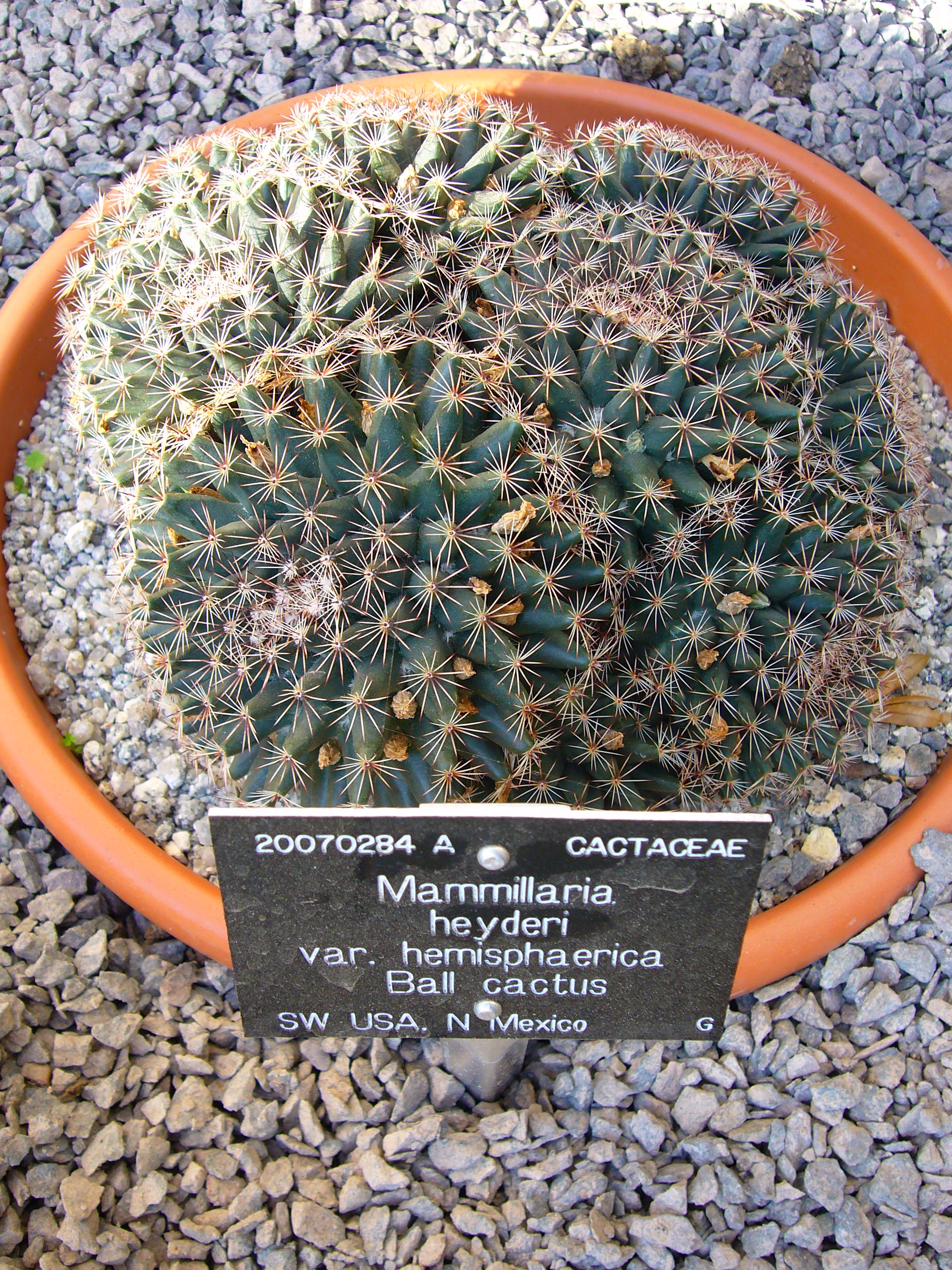
Mammillaria heyderi subsp. hemisphaerica

| Орган              | Опис                                                                                                  |
| Центральні колючки | 1, довжиною 3-4,5 мм.                                                                                 |
| Радіальні колючки  | 9-13.                                                                                                 |
| Квіти              | кремові до рожевих.                                                                                   |
| Ареал зростання    | долина Ріо-Гранде в штаті Техас (США) та Коауїла, Нуево-Леон, Сан-Луїс-Потосі і Тамауліпас (Мексика). |

### Mammillaria heyderi subsp. macdougalii
| Орган              | Опис                                                              |
| Центральні колючки | 1-2, міцні, довжиною 7,5-9 мм.                                    |
| Радіальні колючки  | 10-12.                                                            |
| Квіти              | кремові або блідо жовті.                                          |
| Ареал зростання    | на полях і в пустельних районах Аризони (США) і Сонора (Мексика). |

### Mammillaria heyderi subsp. meiacantha

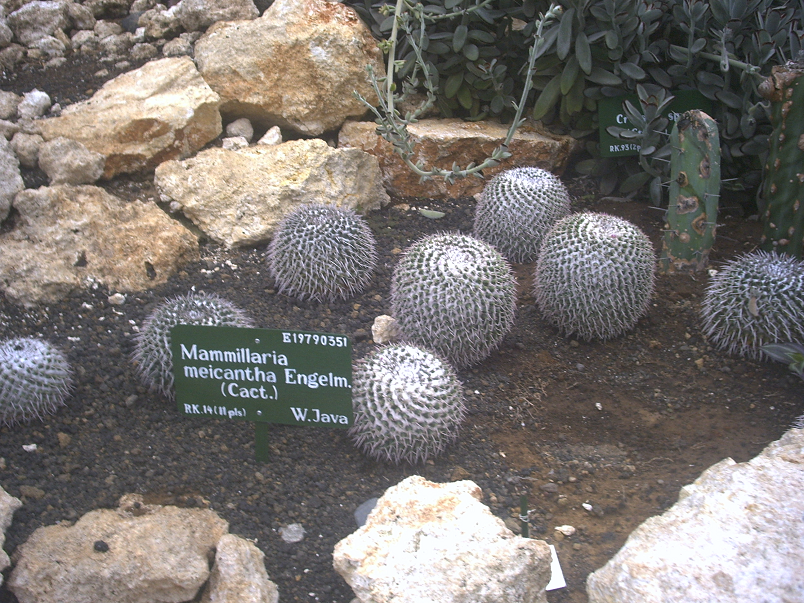
Mammillaria heyderi subsp. meiacantha в Ботанічному саду Бедугул, Балі, Індонезія

| Орган              | Опис                                                                   |
| Центральні колючки | 0-1, довжиною 3-6 мм.                                                  |
| Радіальні колючки  | 5-9.                                                                   |
| Квіти              | рожеві або білі з рожевими центральними прожилками на пелюстках.       |
| Ареал зростання    | широко розповсюджені на пустельних полях США, поблизу півночі Мексики. |